# Győr-Moson-Sopron
Győr-Moson-Sopron [ˈɟøːr ˈmoʃon ˈʃopron]IPA je župa v severozápadním Maďarsku u hranic s Rakouskem a Slovenskem. Žije zde přibližně 466 tisíc obyvatel a hlavním městem je Győr (Ráb). Hraničí na západě s rakouskou zemí Burgenland, na severu přímo s územím slovenské metropole Bratislava a na severovýchodě se slovenskými kraji Trnavským a Nitranským. Vnitrostátní hranice má na východě se župou Komárom-Esztergom a na jihu Vas a Veszprém.

## Historie
První zmínky o vyspělých obyvatelích župy pochází ze starověku. Celé území dnešní župy bylo součástí římské provincie Pannonia a po jeho severovýchodní hranici (podél Dunaje) procházela limes romanus, tzv. hranice mezi vyspělým světem a barbary. Oblastí vedla Jantarová stezka, významná obchodní cesta mezi severovýchodní (Pobaltí) a jižní Evropou. V raném středověku území patřilo do sféry vlivu Velké Moravy. Po ovládnutí oblasti Uhrami se zde již v 11. století vyvinuly tři župy, nazvané podle svých středisek Ráb, Šoproň a Mošoň. Ty existovaly víceméně v nezměněné podobě až do roku 1920, kdy byla v rámci Trianonské dohody západní část Šoproně a Mošoně dána Rakousku a část Rábska na levém břehu Dunaje dána Československu. Na zbylém maďarském území zůstala zmenšená župa Sopron a zbytek byl sloučen do župy Győr-Moson-Pozsony. Roku 1947 byly odtrženy k Československu ještě tři obce na severu (dnes bratislavská předměstí) a po maďarské administrativní reformě roku 1950 byly všechny pozůstatky sloučeny do jediné župy Győr-Sopron s centrem v Győru (část bývalého Šoproňska připadla župě Vas). Roku 1990 byl název rozšířen do dnešní podoby a opět tak reflektuje všechny tři historické součásti župy.

## Přírodní poměry
Stejně jako většina Maďarska, je území župy Győr-Moson-Sopron nížinné, vhodné pro zemědělství. Téměř celá leží v Malé uherské nížině, pouze výběžkem na západě zasahuje do alpského podhůří a na jihovýchodě do Bakoňského lesa. Po severovýchodní hranici župy teče veletok Dunaj, z nějž se větví dlouhé rameno Mošoňský Dunaj (Mosoni-Duna), do nějž se vlévá Litava (Lajta) a přímo v Győru řeky Rábca, odvodňující Neziderské jezero, a Rába, která krátce předtím přijímá říčku Marcal. Přírodně nejcennějším územím župy je národní park Fertő-Hanság, který je rozdělen na několik části. Největší je při Neziderském jezeru (maďarsky Fertő), které leží nedaleko města Sopron na maďarsko-rakouských hranicích.

## Doprava
Polohou a charakterem je župa Győr-Moson-Sopron přirozenou branou do Maďarska ze severozápadu, v širším smyslu branou na cestě ze střední do jihovýchodní Evropy. U obce Hegyeshalom je hlavní silniční a železniční přechod mezi Maďarskem a Rakouskem (trasa Vídeň–Budapešť, dálnice M1, E60) a také hlavní silniční a významný železniční přechod na Slovensko (dálnice M15, E65, E75). Západovýchodní osou župy je silnice č. 85 Sopron–Győr, s níž se v Csorně kříží silnice č. 86 (E65) Mosonmagyaróvár–Szombathely (–Záhřeb), paralelně vedou i železnice.

## Okresy

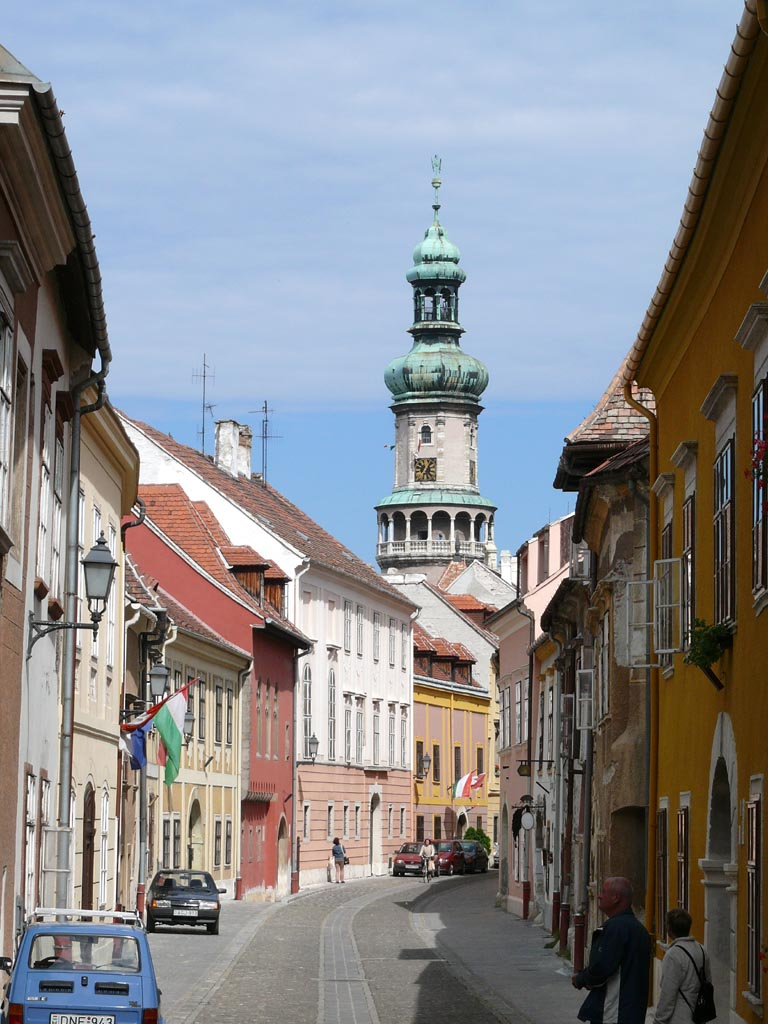
Centrum Šoproně

Župa Győr-Moson-Sopron se dělí na 7 okresů:
| název okresu          | správní centrum | rozloha (km²) | počet obyvatel (1. 1. 2007) | počet sídel |
| --------------------- | --------------- | ------------- | --------------------------- | ----------- |
| Okres Csorna          | Csorna          | 598,78        | 34 904                      | 34          |
| Okres Győr            | Győr            | 742,54        | 178 582                     | 27          |
| Okres Kapuvár         | Kapuvár         | 362,72        | 23 955                      | 18          |
| Okres Mosonmagyaróvár | Mosonmagyaróvár | 930,69        | 73 529                      | 26          |
| Okres Pannonhalma     | Pannonhalma     | 320,59        | 16 981                      | 18          |
| Okres Sopron          | Sopron          | 877,19        | 95 470                      | 40          |
| Okres Tét             | Tét             | 375,59        | 19 246                      | 19          |

## Města a obce
Města jsou označena tučně, obce se statusem nagyközség kurzívou. V župě se nachází celkem 12 měst, 4 velké obce a 167 obcí.
- Abda
- Acsalag
- Agyagosszergény
- Ágfalva
- Árpás
- Ásványráró
- Babót
- Bakonygyirót
- Bakonypéterd
- Bakonyszentlászló
- Barbacs
- Bágyogszovát
- Beled
- Bezenye
- Bezi
- Bodonhely
- Bogyoszló
- Börcs
- Bőny
- Bősárkány
- Cakóháza
- Cirák
- Csáfordjánosfa
- Csapod
- Csér
- Csikvánd
- Csorna
- Darnózseli
- Dénesfa
- Dör
- Dunakiliti
- Dunaremete
- Dunaszeg
- Dunaszentpál
- Dunasziget
- Ebergőc
- Edve
- Egyed
- Egyházasfalu
- Enese
- Écs
- Farád
- Fehértó
- Feketeerdő
- Felpéc
- Fenyőfő
- Fertőboz
- Fertőd
- Fertőendréd
- Fertőhomok
- Fertőrákos
- Fertőszentmiklós
- Fertőszéplak
- Gönyű
- Gyalóka
- Gyarmat
- Gyóró
- Gyömöre
- Győr
- Győrasszonyfa
- Győrladamér
- Győrság
- Győrsövényház
- Győrszemere
- Győrújbarát
- Győrújfalu
- Győrzámoly
- Halászi
- Harka
- Hegyeshalom
- Hegykő
- Hédervár
- Hidegség
- Himod
- Hövej
- Ikrény
- Iván
- Jánossomorja
- Jobaháza
- Kajárpéc
- Kapuvár
- Károlyháza
- Kimle
- Kisbabot
- Kisbajcs
- Kisbodak
- Kisfalud
- Kóny
- Kópháza
- Koroncó
- Kunsziget
- Lázi
- Lébény
- Levél
- Lipót
- Lövő
- Maglóca
- Magyarkeresztúr
- Markotabödöge
- Máriakálnok
- Mecsér
- Mezőörs
- Mérges
- Mihályi
- Mosonmagyaróvár
- Mosonszentmiklós
- Mosonszolnok
- Mosonudvar
- Mórichida
- Nagybajcs
- Nagycenk
- Nagylózs
- Nagyszentjános
- Nemeskér
- Nyalka
- Nyúl
- Osli
- Öttevény
- Páli
- Pannonhalma
- Pásztori
- Pázmándfalu
- Pér
- Pereszteg
- Petőháza
- Pinnye
- Potyond
- Pusztacsalád
- Püski
- Rajka
- Ravazd
- Rábacsanak
- Rábacsécsény
- Rábakecöl
- Rábapatona
- Rábapordány
- Rábasebes
- Rábaszentandrás
- Rábaszentmihály
- Rábaszentmiklós
- Rábatamási
- Rábcakapi
- Répceszemere
- Répcevis
- Rétalap
- Románd
- Röjtökmuzsaj
- Sarród
- Sikátor
- Sobor
- Sokorópátka
- Sopron
- Sopronhorpács
- Sopronkövesd
- Sopronnémeti
- Szakony
- Szany
- Szárföld
- Szerecseny
- Szil
- Szilsárkány
- Tarjánpuszta
- Táp
- Tápszentmiklós
- Tárnokréti
- Tényő
- Tét
- Töltéstava
- Und
- Újkér
- Újrónafő
- Vadosfa
- Vág
- Vámosszabadi
- Várbalog
- Vásárosfalu
- Veszkény
- Veszprémvarsány
- Vének
- Vitnyéd
- Völcsej
- Zsebeháza
- Zsira

## Turismus
Turisté jezdí do župy obdivovat historická centra měst a vesnic, barokní kostely a tradiční vinařskou kulturu. Mezi nejnavštěvovanější místa patří perla barokního stylu, zámek Fertőd, dále pak Panonský vrch nedaleko města Pannonhalma (zapsán na seznam UNESCO), okolí Neziderského jezera a jeho specifickou kulturu (rovněž na seznamu) a další památky. Turisté zde vyhledávají místo pro relaxaci a odpočinek v lázních, kterých je zde nespočet. Vinařství má zde bohatou historii. Hlavním vinařským centrem je Sopron, zde probíhají každoročně ochutnávky vína, vinobraní a další různé akce na oslavu místního jemného vína. Cestovní ruch, který je už v regionu součástí každodenního života a velkým ekonomickým přínosem se neomezuje jen na památky a tradice. probíhá zde spousta koncertů, sportovních událostí a divadelních představení.